# Caryomyia inclinata
Caryomyia inclinata är en tvåvingeart som beskrevs av Gagne 2008. Caryomyia inclinata ingår i släktet Caryomyia och familjen gallmyggor. Inga underarter finns listade i Catalogue of Life.